# هاري ورثينجتون
هاري ورثينجتون (بالإنجليزية: Harry Worthington)‏ هو منافس ألعاب قوى أمريكي، ولد في 28 ديسمبر 1891، وتوفي في 4 مارس 1990.

## وصلات خارجية
- هاري ورثينجتون على موقع أوليمبيديا (الإنجليزية)